# 拉齊格湖
53°32′30″N 14°11′53″E / 53.54167°N 14.19806°E

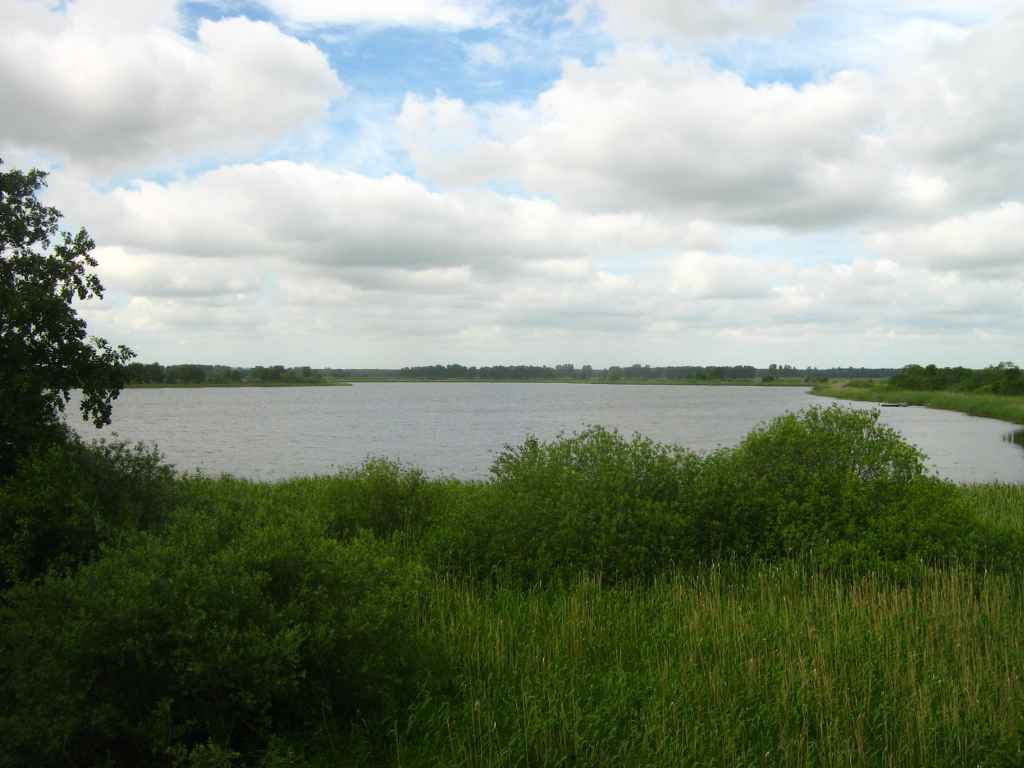

拉齊格湖（德語：Latzigsee），是德國的湖泊，位於該國東北部，由梅克倫堡-前波美拉尼亞州負責管轄，處於前波美拉尼亞-格賴夫斯瓦爾德縣，長1.3公里、寬0.5公里，面積0.43平方公里，海拔高度5米。